# المحراهة (حزم العدين)

تعديل مصدري - تعديل

المحراهة محلة تابعة لقرية الصلبة، التابعة لعزلة بني سليمان بمديرية حزم العدين إحدى مديريات محافظة إب في الجمهورية اليمنية، بلغ تعداد سكانها 166 حسب تعداد اليمن لعام 2004.